# Поливуд
«Поливу́д» (англ. PoliWood) — документальный фильм Барри Левинсона, вышедший 1 мая 2009 года. Продюсеры фильма — Тим Дейли, Робин Боунк и Роберт Бэрук.

## Сюжет
В фильме рассказывается о национальных съездах демократической и республиканской партий США, проходивших во время кампании по выборам Президента США в 2008 году. В него включены интервью c голливудскими знаменитостями, такими, как Сьюзан Сарандон и Энн Хэтэуэй.

## В фильме участвуют
- Сьюзан Сарандон
- Энн Хэтэуэй
- Алан Камминг
- Дэвид Кросби